# Storfrugtet tranebær
Storfrugtet tranebær (Vaccinium macrocarpon) er en stedsegrøn, tæppedannende dværgbusk med en lavt krybende vækst og meget tynde, trådformede grene. Frugterne er store, kirsebærrøde bær.

## Beskrivelse
Knopperne er spredte, ægformede og rødbrune. Bladene er lancetformede med hel rand. Oversiden er græsgrøn, læderagtig, stiv og let skinnende, mens undersiden er lyst grågrøn. Om vinteren farves bladene rødbrune, dog sådan at de bliver grønne igen om foråret.
Blomsterne sidder enkeltvis eller få sammen i bladhjørnerne. De er lyserøde, klokkeformede, men ret små. Frugterne er overraskende store, kirsebærrøde eller brunrøde bær med sej skal. Frøene kan modne hos os, og de spirer villigt på egnede steder.
Rodnettet er meget fint, næsten trådagtigt. Planten har et samliv med en svampeart, som den er meget afhængig af for sin trivsel (mycorrhiza). Skuddene slår rod, hvor de kommer i kontakt med jord.
Højde x bredde og årlig tilvækst: 0,30 x 1 m (10 x 10 cm/år).

## Hjemsted
Planten vokser i højmoser i det østlige Nordamerika (Newfoundland til North Carolina).
På Plum Island, Essex County, Massachusetts, vokser den i lavningerne mellem klitterne sammen med bl.a. alm. giftsumak, Amelanchier canadensis (en bærmispel-art), amerikansk asp, brunfrugtet surbær, filtet spiræa, Hypericum boreale (en perikon-art), klatrevildvin, liden præriegræs, liden soldug, pennsylvansk vokspors, pillelyonia, rød løn, Solidago sempervirens (en gyldenris-art), stellerbynke, storfrugtet blåbær, strandfladbælg, Viburnum recognitum (en kvalkved-art) og virginsk vinterbær.
Den er desuden fundet naturaliseret i klitmoser på den hollandske ø Terschelling.
| Portal | Portal:Botanik |

## Note
1. ↑  Robert Buchsbaum, Tim Purinton og Britta Magnuson: The Marine Resources of the Parker River-Plum Island Sound Estuary Arkiveret 4. august 2008 hos  Wayback Machine (engelsk)